# Kwak Tong-han
Kwak Tong-han (Gwak Dong-han) (* 20. dubna 1992 Pchohang, Jižní Korea) je korejský zápasník–judista, bronzový olympijský medailista z roku 2016

## Sportovní kariéra
Do konce roku 2014 se připravoval na jonginské univerzitě. Od roku 2015 je členem týmu High1. V roce 2016 se kvalifikoval na olympijské hry v Riu, kde startoval jako úřadující mistr světa. Po příjemném nalosování v prvních dvou kolech se utkal ve čtvrtfinále s Ázerbájdžáncem Mammadali Mehdijevem. V čistě pasivním zápase, kde žádný z obou aktérů neútočil rozhodla jeho lepší fyzická kondice v poslední minutě. Za nerozhodného stavu Ázerbájdžánec hru nervů nevydržel a dvacetšest sekund před koncem zápasu obdržel za pasivitu hansokumake. V semifinále se utkal s Gruzíncem Varlamem Lipartelijanim a hned na úvod hrubě chyboval v boji o úchop a spadl na wazari po technice uči-mata-makikomi. V boji o úchop si s Lipartelijanim neveděl rady, po další minutě opět nezachytil jeho nástup do uči-maty a prohrál na wazari-ippon. V boji o třetí místo se Švédem Marcusem Nymanem napravil své semifinálové zaváhání, když v polovině zápasu poslal Nymana svojí výstavní technikou seoi-nage na ippon. Získal bronzovou olympijskou medaili.
Kwak Tong-han je levoruký judista, osobní technika seoi-nage.

### Vítězství
- 2012 - 1x světový pohár (Ulánbátar)
- 2013 - 1x světový pohár (Čedžu)
- 2014 - 2x světový pohár (Čedžu, Kano Cup)
- 2015 - 1x světový pohár (Varšava)

## Výsledky
| Turnaj            | 2013         | 2014         | 2015         | 2016         | 2017         |
| Turnaj            | 21           | 22           | 23           | 24           | 25           |
| Turnaj            | střední váha | střední váha | střední váha | střední váha | střední váha |
| ----------------- | ------------ | ------------ | ------------ | ------------ | ------------ |
| Olympijské hry    |              |              |              | 3.           |              |
| Mistrovství světa | úč.          | —            | 1.           |              | 3.           |
| Asijské hry       |              | 3.           |              |              |              |
| Mistrovství Asie  | 2.           |              | 1.           | —            | 5.           |